# Ulomyia kaszabi
Ulomyia kaszabi är en tvåvingeart som beskrevs av Vaillant 1973. Ulomyia kaszabi ingår i släktet Ulomyia och familjen fjärilsmyggor. Inga underarter finns listade i Catalogue of Life.